# Kedung Rejo (Megaluh)
Kedung Rejo is een bestuurslaag in het regentschap Jombang van de provincie Oost-Java, Indonesië. Kedung Rejo telt 2400 inwoners (volkstelling 2010).